# August Frederik Beutler
Pour les articles homonymes, voir Beutler.
August Frederik Beutler, né vers 1728 à Dinkelsbühl et mort à une date inconnue vraisemblablement au Cap, est un militaire et explorateur allemand au service de la Compagnie néerlandaise des Indes orientales.

## Biographie
Sergent (1747–1749) servant pour la Compagnie néerlandaise des Indes orientales, il est promu enseigne en 1749 et reçoit la mission de diriger une expédition de reconnaissance  d'une durée de 8 mois du 29 février à novembre 1752, à l'est du Cap jusqu'au site de l'actuelle Butterworth.
Beutler rédige un récit complet de son expédition pionnière qui a été publié pour la première fois en 1896 par l'historien George McCall Theal et, en 1922, par l'historien néerlandais Everhardus Cornelis Godée-Molsbergen (1875–1940). Le but de l'expédition était de rendre compte des tribus vivant le long de la route, des possibilités de commerce et de tout ce qui pourrait être profitable à la Compagnie néerlandaise des Indes orientales.
L'expédition de Beutler compte deux sergents, quatre caporaux, un batteur et 30 soldats, un maître de wagons, Pieter Clement, un chirurgien, Jan Hendrik van Ellewe, un botaniste, un forgeron, un charron, 11 wagons et un bateau pour traverser des rivières infranchissables.
De plus, il est accompagné de l'arpenteur et cartographe, Carel David Wentzel, de Hendrik Beneke, le naturaliste, et de Carel Albregt Haupt, le chroniqueur officiel. Au cours de leur voyage, ils traversent la Great Fish River et, suivant les sentiers tracés par les chasseurs et le gibier, pénètrent dans le pays des Xhosa jusqu'à la rivière Qora. Beutler érige des balises pour marquer la possession des pays traversés, en particulier de la St Francis Bay et de la baie d'Algoa, pour contrecarrer les efforts soupçonnés des Français de coloniser la côte.
Beutler épouse Anna Magdalena van den Heever le 4 janvier 1750 au Cap. Elle est la fille de Pieter Petersen van den Heever et de Johanna Bockelenberg qui se sont mariés le 23 juin 1726 au Cap. Toujours enseigne en 1754, sa trace se perd ensuite.